# Eresia polymnia
Eresia polymnia är en fjärilsart som beskrevs av Johannes Karl Max Röber 1914. Eresia polymnia ingår i släktet Eresia och familjen praktfjärilar. Inga underarter finns listade i Catalogue of Life.